# Selina westermanni
Selina westermanni is een keversoort uit de familie loopkevers (Carabidae). De wetenschappelijke naam van de soort is voor het eerst geldig gepubliceerd in 1858 door Motschulsky.

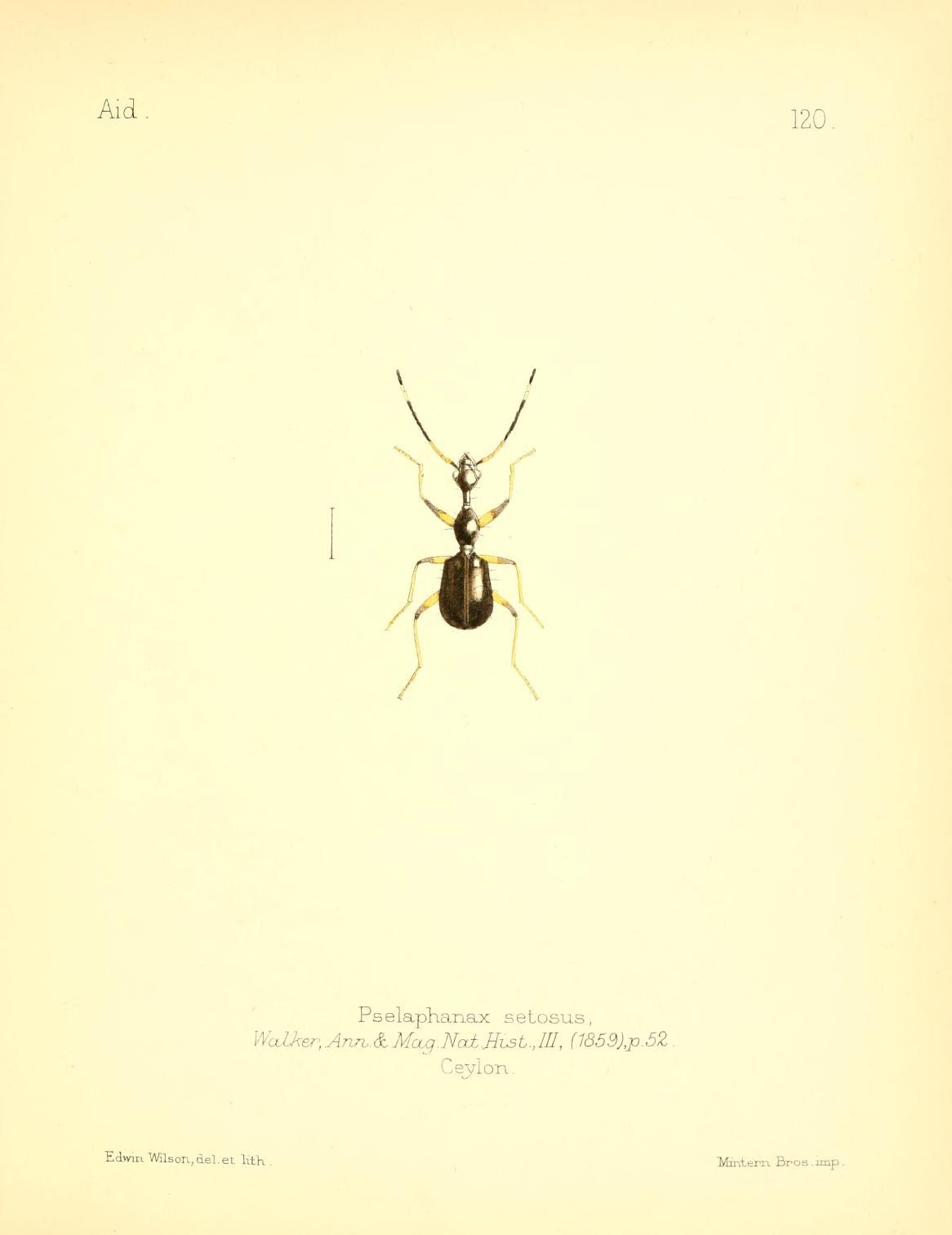
Pl. 120 Aid to the identification of insects.